# Psicologia reversa
Psicologia reversa é uma técnica que envolve a afirmação de uma crença ou comportamento oposto ao desejado, com a expectativa de que essa abordagem incentive o sujeito da persuasão a fazer o que realmente é desejado. Essa técnica se baseia no fenômeno psicológico da reatância, no qual uma pessoa tem uma reação emocional negativa ao ser persuadida e, portanto, escolhe a opção que está sendo defendida contra. Isso pode funcionar especialmente bem em uma pessoa que é resistente por natureza, enquanto solicitações diretas funcionam melhor para pessoas que são complacentes. Quem está sendo manipulado geralmente não tem consciência do que realmente está acontecendo.

## Em crianças
A psicologia reversa é usada frequentemente em crianças, devido à sua alta tendência a responder com reatância, um desejo de restaurar a liberdade de ação ameaçada. Alguns pais acham que a melhor estratégia é, por vezes, "psicologia reversa": dizer às crianças para ficar em casa, quando o que se realmente quer que eles escolham ir para fora e brincar". Outro exemplo é dizer: "eu aposto que você não pode me pegar", o que resulta em ser perseguido pela criança.
- No entanto essa abordagem levanta algumas dúvidas, quando é mais do que meramente instrumental, no sentido de que "a psicologia reversa implica uma hábil manipulação da criança que se comporta mal '[5] e nada mais. Com relação à "inteligência emocional...e paternidade bem sucedida, o conselho foi dado: não tente usar a psicologia reversa...essa estratégia é confusa, manipuladora, desonesta, e raramente funciona".[6] Além disso, permitir consistentemente uma criança para fazer o oposto do que ela está sendo aconselhada mina a autoridade do pai.